# Ricardo Pinilla Collantes
Ricardo Pinilla Collantes, FMI (Calzada del Coto, 7 de fevereiro de 1956) é presbítero espanhol da Igreja Católica Romana. É membro da Congregação dos Filhos de Maria Imaculada, da qual é atualmente o superior geral.

## Biografia
Nasceu em 7 de fevereiro de 1956 em Calzada del Coto, Leão, Espanha, embora a cidade onde viveu com sua família seja Galleguillos de Campos, uma localidade próxima. Em criança, estudou no Colégio Hijos de María Imaculada de Valladolid e entrou no noviciado de San Sebastián em 10 de setembro de 1975, fazendo sua primeira profissão religiosa em 1976. Depois de seus estudos em Valladolid e Salamanca, fez sua profissão perpétua na festa da Imaculada Conceição em 1982, em Salamanca, onde foi ordenado sacerdote pouco depois, em 25 de junho de 1983.
Em 1983, voltou a Valladolid como tutor e educador, encarregado da pastoral vocacional e vigário paroquial da Paróquia São José Operário, no distrito de São Pedro Regalado. Em 1991, Ricardo voltou a Salamanca como superior e diretor dos irmãos em formação.
Em 1996, foi nomeado superior provincial. Em setembro mudou-se para Majadahonda e assumiu também o cargo de superior local e presidente do CES, colaborando estreitamente na Associação Proyecto Hombre, cujo intuito é unir profissionais voluntários para trabalhar junto a toxicodependentes. No capítulo geral de 2002, foi eleito vigário geral e transferido para San Sebastián, onde foi superior do Proyecto Hombre.
Mais tarde foi destinado a Madri, onde, durante quatro anos, foi pároco de Santíssimo Cristo da Guia e São João de Sahagún, paróquia pavoniana de Vicálvaro.
Em 19 de julho de 2014, no Capítulo Geral de Ponte di Legno, foi eleito superior geral, como o 14º sucessor de São Ludovico Pavoni, fundador da congregação. Sucedeu então ao Pe. Lorenzo Agosti. Foi reconduzido ao cargo no capítulo geral seguinte, em 17 de julho de 2021. Atualmente reside em Tradate, na Itália, onde está a sede da congregação.